# اوفک-۱
اوفک-۱ (در عبری: אופק ۱ - معنی: افق-۱) نام نخستین نسل از ماهواره‌های اطلاعاتی نیروهای دفاعی اسرائیل  به نام اوفک است که توسط سازمان تحقیقات فضائی اسرائیل در ۱۹۸۸ با موفقیت به فضا پرتاب شد.
(فلسطین اشغالی)